# Lidzki Miejski Oddział NKWD
Lidzki Miejski Oddział NKWD – jeden z oddziałów NKWD na terenie Białoruskiej Socjalistycznej Republiki Radzieckiej.
W II połowie lat 40. XX wieku członkowie Lidzkiego Miejskiego Oddziału NKWD brali udział w rozpracowywaniu patrolu Armii Krajowej pod dowództwem Leona Łapota ps. "Magik", który operował na terenie Lidy oraz na wschód od niej.